# Wiktor Zborowski
Pour les articles homonymes, voir Zborowski.
Wiktor Zborowski, né le 10 janvier 1951 à Varsovie (Pologne), est un acteur polonais.

## Biographie

### Formation
- Académie de théâtre Alexandre Zelwerowicz

### Vie privée
Wiktor Zborowski est marié à l'actrice Maria Winiarska (pl).

## Filmographie partielle

### Au cinéma
- 1980 : Dzien Wisly
- 1981 : L'Ours de Stanisław Bareja : l'homme chez le marchand de journaux
- 1985 : Rozrywka po staropolsku
- 1985 : Kobieta w kapeluszu : Actor
- 1985 : Milosc z listy przebojów
- 1986 : C.K. dezerterzy : Haber
- 1986 : Siekierezada : jeune Batiuk
- 1987 : Misja specjalna : Zdzisio
- 1988 : And the Violins Stopped Playing : Tomasz
- 1988 : Kogel-mogel : Manager
- 1989 : Sztuka kochania : Roman Zabiello
- 1989 : Galimatias, czyli kogel-mogel II : Manager
- 1989 : Czarny wawóz : Captain Truxa (voix)
- 1990 : Kapital, czyli jak zrobic pieniadze w Polsce
- 1991 : Kuchnia polska : Biesiekierski, Jan
- 1992 : Kawalerskie zycie na obczyznie : Wilhelm, le successeur d'Herman
- 1992 : Wszystko, co najwazniejsze... : Futurist at the Party
- 1992 : Dotknięcie ręki (pl) : Applicant
- 1993 : Do widzenia wczoraj : Barber
- 1994 : Oczy niebieskie : acteur dans un rêve
- 1998 : Darmozjad polski : le secrétaire
- 1998 : Zloto dezerterów : Haber
- 1999 : Par le fer et par le feu (Ogniem i mieczem) : Longinus Podbipieta
- 1999 : O dwóch takich, co nic nie ukradli : prêtre
- 2003 : Une vieille fable. Quand le soleil était un dieu (Stara basn. Kiedy slonce bylo bogiem) : Viking-Translator
- 2005 : Jam Session (voix)
- 2007 : Rys : Jasny
- 2009 : Mniejsze zlo : Man
- 2009 : Esterhazy : le patriarche (voix)
- 2010 : Mala matura 1947 : professeur
- 2010 : Les Vœux d'une jeune fille (Śluby panieńskie) : Jan
- 2011 : Och, Karol 2 : le père de Maria
- 2011 : Milion dolarów : Driver
- 2011 : Father, Son & Holy Cow : le vétérinaire
- 2013 : Kanadyjskie sukienki : Pan Walczyk
- 2015 : Excentrycy, czyli po slonecznej stronie ulicy : Stypa
- 2015 : Ausma
- 2017 : Tableau de chasse (en anglais : Spoor ; en polonais : Pokot) : Matoga

### Télévision
- 1980 : Le Contrat (téléfilm) : un invité

## Doublage polonais
- Gérard Depardieu dans :
  - Astérix et Obélix contre César (1999) : Obélix
  - Astérix et Obélix : Mission Cléopâtre (2002) : Obélix
  - Astérix aux Jeux olympiques (2008) : Obélix
  - Astérix et Obélix : Au service de sa Majesté (2012) : Obélix
- Ian McKellen dans :
  - Le Hobbit : Un voyage inattendu (2012) : Gandalf
  - Le Hobbit : La Désolation de Smaug (2013) : Gandalf
  - X-Men: Days of Future Past (2014) : Erik Lensherr / Magnéto âgé
  - Le Hobbit : La Bataille des Cinq Armées  (2014) : Gandalf
- 2011 : The Elder Scrolls V: Skyrim : Esbern (Max von Sydow)
- 2017 : Thor: Ragnarok : le Grand Maître (Jeff Goldblum)

En 1994, il est la voix polonaise de Mufasa dans Le Roi lion.